# Athlītikos Podosfairikos Omilos Ellīnōn Leukōsias 2011-2012
Questa voce raccoglie le informazioni riguardanti l'APOEL Nicosia nelle competizioni ufficiali della stagione 2011-2012.

## Stagione
Se dal punto di vista del cammino in patria la stagione può definirsi un mezzo fallimento per gli standard dell'APOEL (quasi immediata estromissione dalla Coppa e secondo posto in campionato), lo stesso non può dirsi per il percorso europeo.
Dopo aver superato i turni preliminari, infatti, l'APOEL accede per la seconda volta alla fase a gironi e sovvertendo tutti i pronostici vince anche il girone, mettendosi alle spalle Zenit San Pietroburgo, Porto e Šachtar. Infatti, il 23 novembre 2011, grazie al pareggio ottenuto contro lo Zenit San Pietroburgo, diviene la prima squadra cipriota a qualificarsi agli ottavi di finale di tale competizione. Supera anche gli ottavi di finale, grazie alla vittoria ottenuta ai calci di rigore contro il Lione il 7 marzo 2012, entrando tra le migliori otto squadre d'Europa. Nei quarti di finale affronta il Real Madrid, da cui è eliminata perdendo 0-3 in casa e 2-5 al Bernabéu.

## Maglie
| Casa | Trasferta | Terza divisa |

## Organigramma societario
- Presidente: Kyriakos Zivanaris
- Allenatore:  Ivan Jovanović
- Assistente allenatore:  Jiano Ioanou
- Allenatore portieri:  Foto Strakosha
- Preparatore atletico:  Peter Papapetrou
- Medico sociale:  Dr. Kostas Shizas

## Rosa
| N. |                               | Ruolo | Calciatore                 |
| -- | ----------------------------- | ----- | -------------------------- |
| 1  | Cipro (bandiera)              | P     | Panos Kōnstantinou         |
| 3  | Portogallo (bandiera)         | D     | Paulo Jorge                |
| 4  | Brasile (bandiera)            | D     | Kaká Tore                  |
| 6  | Brasile (bandiera)            | D     | Marcelo Oliveira           |
| 7  | Cipro (bandiera)              | C     | Savvas Poursaïtidīs        |
| 8  | Brasile (bandiera)            | A     | Aílton                     |
| 9  | Argentina (bandiera)          | A     | Esteban Solari             |
| 10 | Cipro (bandiera)              | C     | Kōnstantinos Charalampidīs |
| 11 | Macedonia del Nord (bandiera) | A     | Ivan Tričkovski            |
| 12 | Cipro (bandiera)              | C     | Aimilios Panagiōtou        |
| 15 | Cipro (bandiera)              | D     | Marios Antōniadīs          |
| 17 | Cipro (bandiera)              | C     | Marinos Satsias (capitano) |
| 19 | Cipro (bandiera)              | D     | Marios Īlia                |
| 20 | Paraguay (bandiera)           | C     | Aldo Adorno                |

| N. |                       | Ruolo | Calciatore           |
| -- | --------------------- | ----- | -------------------- |
| 21 | Brasile (bandiera)    | C     | Gustavo Manduca      |
| 22 | Grecia (bandiera)     | P     | Dionysīs Chiōtīs     |
| 23 | Portogallo (bandiera) | C     | Hélio Pinto          |
| 25 | Cipro (bandiera)      | D     | Antreas Christofidīs |
| 26 | Portogallo (bandiera) | C     | Nuno Morais          |
| 27 | Cipro (bandiera)      | C     | Evgenios Antoniou    |
| 29 | Cipro (bandiera)      | C     | Nektarios Alexandrou |
| 31 | Portogallo (bandiera) | C     | Hélder Sousa         |
| 77 | Cipro (bandiera)      | C     | Athōs Solōmou        |
| 78 | Belgio (bandiera)     | P     | Urko Pardo           |
| 81 | Brasile (bandiera)    | C     | Marcinho             |
| 88 | Cipro (bandiera)      | P     | Anastasios Kissas    |
| 98 | Brasile (bandiera)    | D     | William Boaventura   |

## Risultati

### Campionato
In campionato chiude la prima fase al 3º posto con 56 punti, frutto di 17 vittorie, 5 pareggi e 4 sconfitte. Nel girone per il titolo chiude 2º, a due punti dall'AEL Limassol, conseguendo l'accesso all'Europa League.

#### Andata
| Larnaca 29 agosto 2011, ore 18:00 1ª giornata | AEK Larnaca | 0 – 0 referto | APOEL | Neo GSZ (8.000 spett.) |

| Nicosia 9 settembre 2011, ore 18:00 2ª giornata                                          | APOEL     | 3 – 1 referto  | Alkī Larnaca | Neo GSP (7.000 spett.) |
| \| \| \| \| \| Marcelo Oliveira 3’ Elia 86’ Solari 90’ \| Marcatori \| 60’ Firtulescu \| |           |                |              |                        |
|                                                                                          |           |                |              |                        |
| Marcelo Oliveira 3’ Elia 86’ Solari 90’                                                  | Marcatori | 60’ Firtulescu |              |                        |

| Nicosia 18 settembre 2011, ore 17:00 3ª giornata                                               | Olympiakos Nicosia | 1 – 4 referto                                   | APOEL | Neo GSP (6.480 spett.) |
| \| \| \| \| \| Sotiriou 71’ \| Marcatori \| 49’ e 90’ Charalambidis 64’ e 69’ (rig.) Solari \| |                    |                                                 |       |                        |
|                                                                                                |                    |                                                 |       |                        |
| Sotiriou 71’                                                                                   | Marcatori          | 49’ e 90’ Charalambidis 64’ e 69’ (rig.) Solari |       |                        |

| Nicosia 24 settembre 2011, ore 18:00 4ª giornata | APOEL     | 1 – 0 referto | Arīs Limassol | Neo GSP |
| \| \| \| \| \| Boaventura 86’ \| Marcatori \| \| |           |               |               |         |
|                                                  |           |               |               |         |
| Boaventura 86’                                   | Marcatori |               |               |         |

| Limassol 2 ottobre 2011, ore 17:00 5ª giornata          | Apollōn Limassol | 0 – 2 referto         | APOEL | Tsirion |
| \| \| \| \| \| \| Marcatori \| 71’ Solari 87’ Aílton \| |                  |                       |       |         |
|                                                         |                  |                       |       |         |
|                                                         | Marcatori        | 71’ Solari 87’ Aílton |       |         |

| Nicosia 15 ottobre 2011, ore 17:00 6ª giornata | APOEL     | 0 – 1 referto | AEL Limassol | Neo GSP |
| \| \| \| \| \| \| Marcatori \| 86’ Monteiro \| |           |               |              |         |
|                                                |           |               |              |         |
|                                                | Marcatori | 86’ Monteiro  |              |         |

| Achna 23 ottobre 2011, ore 17:00 7ª giornata                                       | Ethnikos Achnas | 0 – 3 referto                                    | APOEL | Dasaki |
| \| \| \| \| \| \| Marcatori \| 35’ Charalambidis 55’Tričkovski 66’ (aut.) Simov \| |                 |                                                  |       |        |
|                                                                                    |                 |                                                  |       |        |
|                                                                                    | Marcatori       | 35’ Charalambidis 55’Tričkovski 66’ (aut.) Simov |       |        |

| Nicosia 28 ottobre 2011, ore 18:00 8ª giornata | APOEL | 0 – 0 referto | Anorthosis | Neo GSP |

| Larnaca 6 novembre 2011, ore 17:00 9ª giornata | Nea Salamis | 1 – 0 referto | APOEL | Ammochostos |
| \| \| \| \| \| León 16’ \| Marcatori \| \|     |             |               |       |             |
|                                                |             |               |       |             |
| León 16’                                       | Marcatori   |               |       |             |

| 19 novembre 2011, ore 17:00 10ª giornata                 | APOEL     | 2 – 0 referto | Ermīs Aradippou | Neo GSP |
| \| \| \| \| \| Manduca 79’ Belaid 82’ \| Marcatori \| \| |           |               |                 |         |
|                                                          |           |               |                 |         |
| Manduca 79’ Belaid 82’                                   | Marcatori |               |                 |         |

| Paralimni 27 novembre 2011, ore 16:00 11ª giornata       | EN Paralimni | 0 – 2 referto          | APOEL | Tasos Marcou Paralimni |
| \| \| \| \| \| \| Marcatori \| 76’ Marcinho 82’ Pinto \| |              |                        |       |                        |
|                                                          |              |                        |       |                        |
|                                                          | Marcatori    | 76’ Marcinho 82’ Pinto |       |                        |

| 2 dicembre 2011, ore 18:00 12ª giornata                        | APOEL     | 2 – 0 referto | Anagennisi Deryneia | Neo GSP |
| \| \| \| \| \| Solari 16’ Charalambidis 58’ \| Marcatori \| \| |           |               |                     |         |
|                                                                |           |               |                     |         |
| Solari 16’ Charalambidis 58’                                   | Marcatori |               |                     |         |

| Nicosia 11 dicembre 2011, ore 13:30 13ª giornata                         | Omonia    | 1 – 3 referto                | APOEL | Neo GSP |
| \| \| \| \| \| Avraam 9’ \| Marcatori \| 42’ Solomou 74’ e 78’ Solari \| |           |                              |       |         |
|                                                                          |           |                              |       |         |
| Avraam 9’                                                                | Marcatori | 42’ Solomou 74’ e 78’ Solari |       |         |

#### Girone di Ritorno
| Nicosia 19 dicembre 2011, ore 17:00 14ª giornata           | APOEL     | 3 – 0 referto | AEK Larnaca | Neo GSP |
| \| \| \| \| \| Tričkovski 21’ 79’ e 90’ \| Marcatori \| \| |           |               |             |         |
|                                                            |           |               |             |         |
| Tričkovski 21’ 79’ e 90’                                   | Marcatori |               |             |         |

| Larnaca 8 gennaio 2012, ore 17:00 15ª giornata                  | Alkī Larnaca | 2 – 1 referto | APOEL | Neo GSZ |
| \| \| \| \| \| Conde 29’ e 90’ \| Marcatori \| 3’ Tričkovski \| |              |               |       |         |
|                                                                 |              |               |       |         |
| Conde 29’ e 90’                                                 | Marcatori    | 3’ Tričkovski |       |         |

| Nicosia 16 gennaio 2012, ore 18:00 16ª giornata | APOEL | 0 – 0 referto | Olympiakos Nicosia | Neo GSP |

| Limassol 21 gennaio 2012, ore 16:00 17ª giornata | Arīs Limassol | 0 – 1 referto  | APOEL | Stadio Tsirion |
| \| \| \| \| \| \| Marcatori \| 77’ Alexandrou \| |               |                |       |                |
|                                                  |               |                |       |                |
|                                                  | Marcatori     | 77’ Alexandrou |       |                |

| Nicosia 29 gennaio 2012, ore 13:30 18ª giornata                                     | APOEL     | 2 – 1 referto  | Apollōn Limassol | Neo GSP |
| \| \| \| \| \| Charalambidis 69’ Poursaetides 90’ \| Marcatori \| 42’ Toni Lopes \| |           |                |                  |         |
|                                                                                     |           |                |                  |         |
| Charalambidis 69’ Poursaetides 90’                                                  | Marcatori | 42’ Toni Lopes |                  |         |

| Limassol 5 febbraio 2012, ore 14:00 19ª giornata | AEL Limassol | 0 – 0 referto | APOEL | Stadio Tsirion |

| Nicosia 10 febbraio 2012, ore 18:00 20ª giornata                     | APOEL     | 2 – 1 referto | Ethnikos Achnas | Neo GSP |
| \| \| \| \| \| Charalambidis 23’ e 40’ \| Marcatori \| 80’ Vattis \| |           |               |                 |         |
|                                                                      |           |               |                 |         |
| Charalambidis 23’ e 40’                                              | Marcatori | 80’ Vattis    |                 |         |

| Larnaca 19 febbraio 2012, ore 14:00 21ª giornata         | Anorthōsis | 2 – 0 referto | APOEL | Stadio Antōnīs Papadopoulos |
| \| \| \| \| \| Zairi 11’ Roncatto 11’ \| Marcatori \| \| |            |               |       |                             |
|                                                          |            |               |       |                             |
| Zairi 11’ Roncatto 11’                                   | Marcatori  |               |       |                             |

| Nicosia 26 febbraio 2012, ore 17:00 22ª giornata | APOEL     | 1 – 0 referto | Nea Salamis | Neo GSP |
| \| \| \| \| \| Manduca 26’ \| Marcatori \| \|    |           |               |             |         |
|                                                  |           |               |             |         |
| Manduca 26’                                      | Marcatori |               |             |         |

| 3 marzo 2012, ore 17:00 23ª giornata                                                                                | Ermīs Aradippou | 1 – 4 referto                                                   | APOEL | Stadio Ammochostos |
| \| \| \| \| \| Papathanasiou 84’ \| Marcatori \| 6’ Esteban Solari 21’ Morais 50’ Paulo Jorge 54’ Esteban Solari \| |                 |                                                                 |       |                    |
| |                 |                                                                 |       |                    |
| Papathanasiou 84’                                                                                                   | Marcatori       | 6’ Esteban Solari 21’ Morais 50’ Paulo Jorge 54’ Esteban Solari |       |                    |

| Nicosia 12 marzo 2012, ore 18:00 24ª giornata | APOEL     | 1 – 0 referto | EN Paralimni | Neo GSP |
| \| \| \| \| \| Aílton 85’ \| Marcatori \| \|  |           |               |              |         |
|                                               |           |               |              |         |
| Aílton 85’                                    | Marcatori |               |              |         |

| Paralimni 17 marzo 2012, ore 17:00 25ª giornata                        | Anagennīsī Deryneia | 1 – 2 referto         | APOEL |  |
| \| \| \| \| \| Kolokoudias 5’ \| Marcatori \| 32’ Aílton 70’ Solari \| |                     |                       |       |  |
|                                                                        |                     |                       |       |  |
| Kolokoudias 5’                                                         | Marcatori           | 32’ Aílton 70’ Solari |       |  |

| Nicosia 23 marzo 2012, ore 15:00 26ª giornata | APOEL | 1 – 3 referto | Omonia | Neo GSP |

### Coppa di Cipro

#### Primo turno
- APOEL - Akritas Chlōrakas 9-1

#### Secondo turno
- APOEL Nicosia - AEL Limassol 0-1 0-0

### Champions League

#### Secondo turno di Qualificazione
| Arbitro: | Valášek |

|  |           |                             |
|  | Marcatori | 52’ Nuno Morais 56’ Manduca |

| Arbitro: | De Marco |

|                                                    |           |  |
| Solari 59’ Aílton 66’ Adorno 80’ Charalambides 86’ | Marcatori |  |

#### Terzo turno di Qualificazione - Campioni
| Nicosia 26 luglio 2011, ore 19:00 CEST | APOEL      | 0 – 0 referto | Slovan Bratislava | Neo GSP\| Arbitro: \| van Boekel \| |
| Arbitro:                               | van Boekel |               |                   |                                     |

| Arbitro: | Sippel |

|  |           |                          |
|  | Marcatori | 58’ Aílton 90+4’ Manduca |

#### Turno di Play-off - Campioni
| Arbitro: | Lannoy |

|             |           |  |
| Małecki 71’ | Marcatori |  |

| Arbitro: | Kassai |

|                                   |           |             |
| Pareiko 29’ (aut.) Aílton 54’ 87’ | Marcatori | 71’ Małecki |

#### Fase a gironi
| Arbitro: | Iturralde González |

|                        |           |              |
| Manduca 73’ Aílton 75’ | Marcatori | 63’ Zyrjanov |

| Arbitro: | Schörgenhofer |

|            |           |                |
| Jádson 64’ | Marcatori | 61’ Tričkovski |

| Arbitro: | Gautier |

|          |           |            |
| Hulk 13’ | Marcatori | 19’ Aílton |

| Arbitro: | Rocchi |

|                               |           |                 |
| Aílton 42’ (rig.) Manduca 90’ | Marcatori | 89’ (rig.) Hulk |

| San Pietroburgo 23 novembre 2011, ore 18:00 CET | Zenit San Pietroburgo | 0 – 0 referto | APOEL | Petrovskij Stadion\| Arbitro: \| Brych \| |
| Arbitro:                                        | Brych                 |               |       |                                           |

| Arbitro: | Alin Hategan |

|  |           |                                |
|  | Marcatori | 62’ Luiz Adriano 78’ Selezn'ov |

#### Ottavi di finale
| Arbitro: | Tagliavento |

|               |           |  |
| Lacazette 58’ | Marcatori |  |

| Arbitro: | Undiano Mallenco |

|                                          |                      |                                        |
| Manduca 9’                               | Marcatori            |                                        |
| Aílton Nuno Morais Alexandrou Tričkovski | Tiri di rigore 4 – 3 | Källström López Gomis Lacazette Bastos |

#### Quarti di finale
| Arbitro: | Brych |

|  |           |                           |
|  | Marcatori | 74’, 90’ Benzema 82’ Kaká |

| Arbitro: | Rocchi |

|                                                                    |           |                               |
| Cristiano Ronaldo 26’, 75’ Kaká 37’ José Callejón 80’ Di María 84’ | Marcatori | 67’ Manduca 82’ (rig.) Solari |